# Оболонь

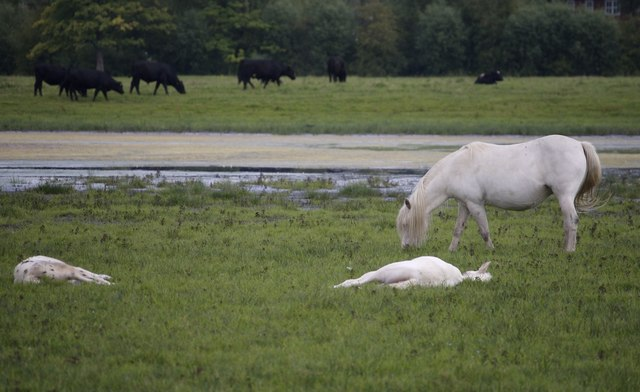
Оболонь в заплаві Темзи на західній околиці Оксфорда, Англія.

Оболо́нь (оболоня, оболоння, болонь, блонь), заст. боло́ня — заплавні луки. Оболоні розташовані в заплавах річок і щороку заливаються весняними водами. Інколи оболонями називають і самі заплави, низові рівнини біля озер, ставків. Оболоні типові в помірному кліматичному поясі, особливо поширені в лісовій і лісостеповій зонах, де займають в долинах рівнинних річок (Дніпро, Волга, Об, Рейн, Темза, Міссісіпі) значні площі.
В Україні заплавні луки найширше представлені на Поліссі та в Лісостепу, де сильно розвинена гідромережа. У степовій частині країни, де річок менше, вони трапляються значно рідше. За невеликим винятком оболоні виникли на місці зведених заплавних лісів. Синантропно-первинні заплавні луки, що розвинулися на новоутворених річкових ділянках, лісовою рослинністю не заростають завдяки діяльності людини (сінокосіння і випасання худоби). Природні (первинні) луки властиві виключно притерасним частинам заплав лісостепових і степових річок із засоленими ґрунтами, на яких лісова рослинність не розвивається.

## Назва
Назва оболонь трапляється вже у періоді формування давньоукраїнської мови (XI—XIII ст.). Слово оболонь давньоруського походження (д.-рус. болоньє, болонь): від прасл. *bolnь («трав'яниста низина»), з того ж кореня *bol-, що й «болото», «оболонка»; спорідненого з лит. balà («торф'яне болото»). Топонім «оболонь» — лани та низова рівнина біля річки чи озера — широко вживаний в назвах географічних об'єктів України: загальновідомі місцевості в Києві, Сумах, інших населених пунктах, назви сіл та ін.

## Геоморфологічні особливості

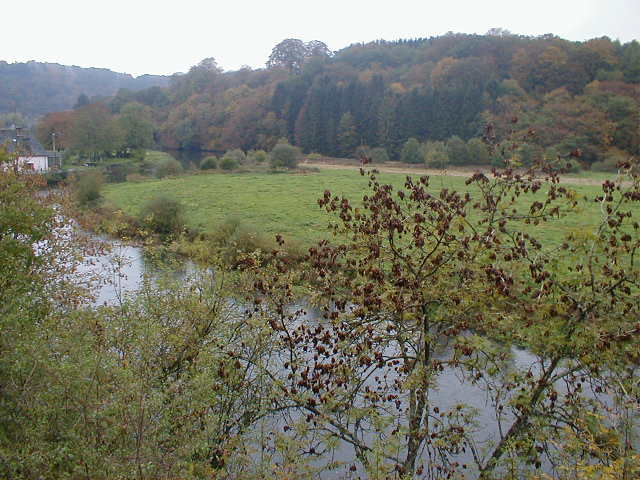
Оболонь в заплаві річки Семуа біля Moite-han pré, Бельгія

З геоморфологічної точки зору, заплавна лука це поверхня низької заплави річки/озера суцільно вкрита ґрунтовим шаром і типовою рослинністю. Мозаїчність форм мікрорельефу відображена у мозаїчностіи рослинного покриву — добре виділяються окремі ділянки різних відтінків і кольорів, що пов'язано з різною кількістю гумусу в ґрунті і неодночасним цвітінням різних панівних видів. Алювіальні ґрунти на заплавних луках зволожені протягом усього літа, що обумовлено неглибоким заляганням дзеркала ґрунтових вод, рівень якого впродовж року змінюється. Під час весняної повені вся площа оболоні затоплюється водою. Завдяки наносу каламутними паводковим водами частинок мулу і розчинених у воді мінеральних солей, наносні ґрунти дуже поживні. В їх ґрунтовому покриві переважають свіжі й вологі дернові, лучно-дернові та лучні ґрунти.

## Ґрунти і рослинність
Велика кількість вологи, кисню і поживних речовин у ґрунті оболоней створює такі сприятливі умови, що на них розвиваються густі трави безлічі різноманітних видів. Заплавні луки за своїми лучнорослинними умовами і за складом рослинності досить різноманітні. Це обумовлено тим, що долини річок України перебувають на різних стадіях свого розвитку і в своїй геолого-геоморфологічній будові неоднакові. Крім того, їх різноманітність значною мірою залежить від географічного положення, топографо-екологічних умов заплав та специфіки територій водозбірних басейнів, що їх оточують. В залежності від цього всю різноманітність заплавних лук поділяють на справжні, остепнені, пустищні, болотисті і торф'янисті.
Справжні заплавні луки займають 40-45 % загальної площі, вони звичайно пов'язані з середньовисокими елементами рельєфу заплави.
На оболонях як правило відсутні дерева. Трав'янисті рослини утворюють дернину, яка складається з щільно зімкнутих стебел, листків і коренів. Майже всі лучні рослини належать до багаторічних. Велика кількість різнотрав'я, злаків, осок. За видами флори оболоні бувають наземно куничникові, звичайно гребінникові, безостобромопсисові, повзучопирійні, лучнокитникові, червонокострицеві, біломітлицеві, звичайномітлицеві, лучнотонко-ногові, середньотрясучкові, лучнокострицеві, лучнотимофіївкові.
Оболоні — багаті сіножаті. Поєднання високої продуктивності і невисоких трудових витрат на підтримання історично робило їх дуже цінним сільськогосподарським ресурсом: зазвичай заливні луки приносять вдвічі більший, у порівнянні з іншими луками, врожай різнотрав'я. Так, в 1970-х роках в СРСР заливні луки займали лише 20 % площі сінокожатей, при цьому даючи 50 % валового збору сіна.

## Оболонь в українській прозі та поезії
- В чистім полі на оболоні, Там іграв коник вороненький… (народна пісня)
- Приїхав гість та й став на поміст, розпустив коні по всій оболоні… (Матвій Номис)
- На сизій ще від мулу оболоні Гонив повільних буйволів орач (Микола Бажан)
- Тихо в гаї і в селищі, Спить ще оболонь (Іван Франко)
- Місяць-князь високо стоїть на ясній оболоні й блідне перед наступаючим ранком… (Михайло Старицький)